# Revolution Radio
Revolution Radio — дванадцятий студійний альбом американської панк-рок групи Green Day, випущений 7 жовтня 2016 року на лейблі Reprise Records. Заголовний сингл, «Bang Bang», був випущений 11 серпня. Також до випуску альбому були випущені пісні «Revolution Radio» і «Still Breathing», які вийшли 9 та 23 вересня відповідно. В день виходу альбому на офіційний сайт групи було завантажене відео на пісню «Youngblood».
Revolution Radio — перший альбом з часів 21st Century Breakdown, який група записала як тріо, після того, як Джейсон Уайт знову став сесійним музикантом.
Revolution Radio дебютував на першому місці американського хіт-параду Billboard 200 з тиражем 95,000 альбомних еквівалентних одиниць (з урахуванням треків і стрімінгу), включаючи 90,000 альбомних продажів. Це 3-й диск групи на позиції № 1 в США після American Idiot (три тижні № 1 в 2004 і 2005) і 21st Century Breakdown (2009).

## Створення
Робота над альбомом почалася в 2014 році під час перерви після туру «99 Revolutions Tour», який послідував за виходом альбомів ¡Uno!, ¡Dos!  і ¡Tré!  у 2012 році.
Заявивши, що зусилля, витрачені на випуск трилогії попередніх альбомів, не виправдали себе, Біллі Джо Армстронг, фронтмен групи, вказав, що при створенні нового альбому «не буде пожертвувано стільки сил». За його словами, пісня «Bang Bang» описує «культуру масової стрілянини, яка народилася в Америці і підтримується ЗМІ». Також він каже, що альбом є відображенням того насильства, яке відбувається в США.

## Рецензії
Revolution Radio отримав позитивні відгуки від критиків. На Metacritic альбом отримав оцінку в 72 балів зі 100 на основі 29 рецензій з вердиктом «переважно позитивні відгуки».
Аарон Берджесс з Alternative Press зауважив, що «Green Day вперше за роки не має відповідей на всі питання, але через їх прагнення добути їх, вони найбільш близькі до істини». Гвилим Мамфорд з The Guardian заявив, що «[після декількох останніх альбомів] група вирішила повернутися до витоків, і альбом є найбільш зосередженою роботою групи. Сингл „Bang Bang“ задає тон альбому, в якому увага звертається на психоз, спричинений масовими стрільбами».

## Список композицій
Автор слів Біллі Джо Армстронг. 
| #     | Назва                   | Тривалість |
| ----- | ----------------------- | ---------- |
| 1.    | «Somewhere Now»         | 4:08       |
| 2.    | «Bang Bang»             | 3:25       |
| 3.    | «Revolution Radio»      | 3:00       |
| 4.    | «Say Goodbye»           | 3:39       |
| 5.    | «Outlaws»               | 5:02       |
| 6.    | «Bouncing Off the Wall» | 2:40       |
| 7.    | «Still Breathing»       | 3:44       |
| 8.    | «Youngblood»            | 2:32       |
| 9.    | «Too Dumb to Die»       | 3:23       |
| 10.   | «Troubled Times»        | 3:04       |
| 11.   | «Forever Now»           | 6:52       |
| 12.   | «Ordinary World»        | 3:00       |
| 44:29 |                         |            |

| Японське видання | Японське видання                                               | Японське видання |
| #                | Назва                                                          | Тривалість       |
| ---------------- | -------------------------------------------------------------- | ---------------- |
| 13.              | «Letterbomb» (живе виконання в Чула-Вісті 2 вересня 2010 року) | 4:34             |

## Чарти і сертифікації
| Чарт (2016)                              | Найвища позиція |
| ---------------------------------------- | --------------- |
| Australian Albums (ARIA)                 | 1               |
| Austrian Albums (Ö3 Austria)             | 4               |
| Belgian Albums (Ultratop Flanders)       | 1               |
| Belgian Albums (Ultratop Wallonia)       | 6               |
| Canadian Albums (Billboard)              | 1               |
| Croatian Foreign Albums (IFPI)           | 1               |
| Danish Albums (Hitlisten)                | 31              |
| Dutch Albums (MegaCharts)                | 4               |
| Finnish Albums (Suomen virallinen lista) | 5               |
| French Albums (SNEP)                     | 16              |
| German Albums (Offizielle Top 100)       | 1               |
| Greek Albums (IFPI Greece)               | 1               |
| Hungarian Albums (MAHASZ)                | 6               |
| Irish Albums (IRMA)                      | 1               |
| Italian Albums (FIMI)                    | 1               |
| Japanese Albums (Oricon)                 | 8               |
| Korean International Albums (Gaon)       | 1               |
| New Zealand Albums (Recorded Music NZ)   | 1               |
| Norwegian Albums (VG-lista)              | 8               |
| Polish Albums (ZPAV)                     | 20              |
| Portuguese Albums (AFP)                  | 8               |
| Scottish Albums (OCC)                    | 1               |
| Spanish Albums (PROMUSICAE)              | 5               |
| Swedish Albums (Sverigetopplistan)       | 1               |
| Swiss Albums (Schweizer Hitparade)       | 1               |
| Taiwanese Albums (Five Music)            | 5               |
| UK Albums (OCC)                          | 1               |
| Billboard 200                            | 1               |
| Top Alternative Albums (Billboard)       | 1               |
| Top Rock Albums (Billboard)              | 1               |

| Чарт (2016)                        | Позиція |
| ---------------------------------- | ------- |
| Australian Albums (ARIA)           | 89      |
| Austrian Albums (Ö3 Austria)       | 69      |
| Belgian Albums (Ultratop Flanders) | 89      |
| Belgian Albums (Ultratop Wallonia) | 144     |
| Italian Albums (FIMI)              | 71      |
| Swiss Albums (Schweizer Hitparade) | 71      |
| UK Albums (OCC)                    | 94      |
| US Billboard 200                   | 195     |

| Велика Британія (BPI)                               | золотой | 100 000* |
| * данные о продажах основаны только на сертификации |         |          |

## Учасники запису

### Green Day
- Біллі Джо Армстронг — вокал, гітара, продюсер
- Майк Дернт — бас-гітара, бек-вокал, продюсер
- Тре Кул — ударні, перкусія, продюсер

### Додаткові учасники
- Кріс Дуган — звукоінженер[58]
- Ендрю Шепс — зведення
- Ерік Буланже — мастеринг